# Aeolochroma acanthina
Aeolochroma acanthina là một loài bướm đêm trong họ Geometridae.